# Olof Benjamin Ehrencreutz
Olof Benjamin Ehrencreutz, född 26 augusti 1702 i Frustuna församling, död 2 september 1772 i Björnlunda församling, var en svensk ämbetsman och politiker. Han var son till Jesper Ehrencreutz.

## Biografi
Olof Benjamin Ehrencreutz föddes 1702 på Ehrendal i Frustuna socken. Han var son till brukspatronen Jesper Ehrencreutz och Gundborg Andersén. Ehrencreutz blev 2 maj 1715 student vid Uppsala universitet. Han blev hovjunkare 5 juli 1731, auskultant i Svea hovrätt, 15 oktober 1735, kammarherre 16 mars 1737, assessor i Svea hovrätt 18 maj 1741 och hovrättsråd 21 maj 1747. Ehrencreutz erhöll 18 september 1761 landshövdings titel och lön och tog avsked 1762. Han avled 1772 på Elghammar i Björnlunda socken.
Ehrencreutz tillhörde länge hattpartiets förgrundsfigurer och var fem gånger föreslagen till riksråd, en gång till justitiekansler och tre gånger till lagman, men drevs, kanske främst av bättre karriärmöjligheter från 1761 över till mössorna.

### Egendom
Ehrencreutz ägde Elghammar i Björnlunda socken.

### Familj
Ehrencreutz gifte sig i september 1741 med Petronella Schaeij (1699–1793), dotter till borgmästaren Peter Schaeij i Karlshamn och Elisabet Bromée. Petronella Schaeij var änka efter direktören Henrik König.